# Kizza Besigye
Warren Kizza Besigye Kifefe (Rukungiri, 22 aprile 1956) è un ex politico ugandese.

## Biografia
Medico personale di Yoweri Museveni, a seguito dell'ascesa al potere del NRA/NRM di Museveni nel gennaio 1986 venne nominato ministro.
È stato presidente del partito politico Forum for Democratic Change (FDC) e si candidò nelle elezioni presidenziali del 2001, 2006, 2011, e 2016, perdendole tutte in favore di Yoweri Museveni, che è il presidente dell'Uganda dal 26 gennaio 1986. I risultati dell'elezione del 2006 vennero contestati in tribunale; il tribunale scoprì che ebbero luogo grossi imbrogli e privazioni dei diritti elettorali. Consentì di anticipare l'elezione presidenziale interna dell'FDC, che avvenne il 24 novembre 2012; ciò fu deciso per garantire il tempo necessario al suo successore per preparare il  partito alle successive elezioni generali.
Nell'ottobre 2021, Besigye ha rinunciato alla corsa per la presidenza alle prossime elezioni, affermando che guiderà l'opposizione nel piano "B" per portare il cambiamento nel paese. Si alleerà con il principale avversario di Museveni, Bobi Wine, per aiutarlo a vincere le elezioni del 2021.